# Thorpe, Surrey
Thorpe är en by i unparished area Egham, i distriktet Runnymede, i grevskapet Surrey i England. Byn är belägen 19 km från Guildford. Thorpe var en civil parish fram till 1974. Civil parish hade 2 449 invånare år 1951. Byn nämndes i Domedagsboken (Domesday Book) år 1086, och kallades då Torp.